# École nationale supérieure d'architecture de Versailles

Ancien logo

L’École nationale supérieure d'architecture de Versailles (ÉNSA Versailles) est une grande école située à Versailles (département des Yvelines en France) membre associé de l'Université Paris-Saclay. Elle est reconnue comme l'une des meilleures écoles d'architecture d'Europe figurant notamment dans le classement annuel indépendant Domus initié en 2013. Placée sous la tutelle du ministère de la Culture et de la Communication (Direction générale des Patrimoines), c'est l'une des vingt écoles publiques qui dispensent un enseignement supérieur de l’architecture en France.
L'école est installée dans la Petite Écurie, bâtiment classé monument historique dû à l'architecte Jules Hardouin-Mansart, faisant partie du château de Versailles, qui hébergeait à l'époque des rois les chevaux d'attelage et les carrosses du roi et de la Cour. Il est rénové en 2005 par les architectes français Aldric Beckmann, Françoise N’Thépé et Franck Vialet.
Elle fait partie de l'un des 23 "Campus des métiers et des qualifications d'excellence nationaux" de France sous le patronage du Ministère de l'Éducation Nationale. Le Campus de Versailles et celui de la Manufacture des Gobelins sont les deux seuls situés en Île-de-France et font partie des Investissements d'Avenir.

## Enseignement

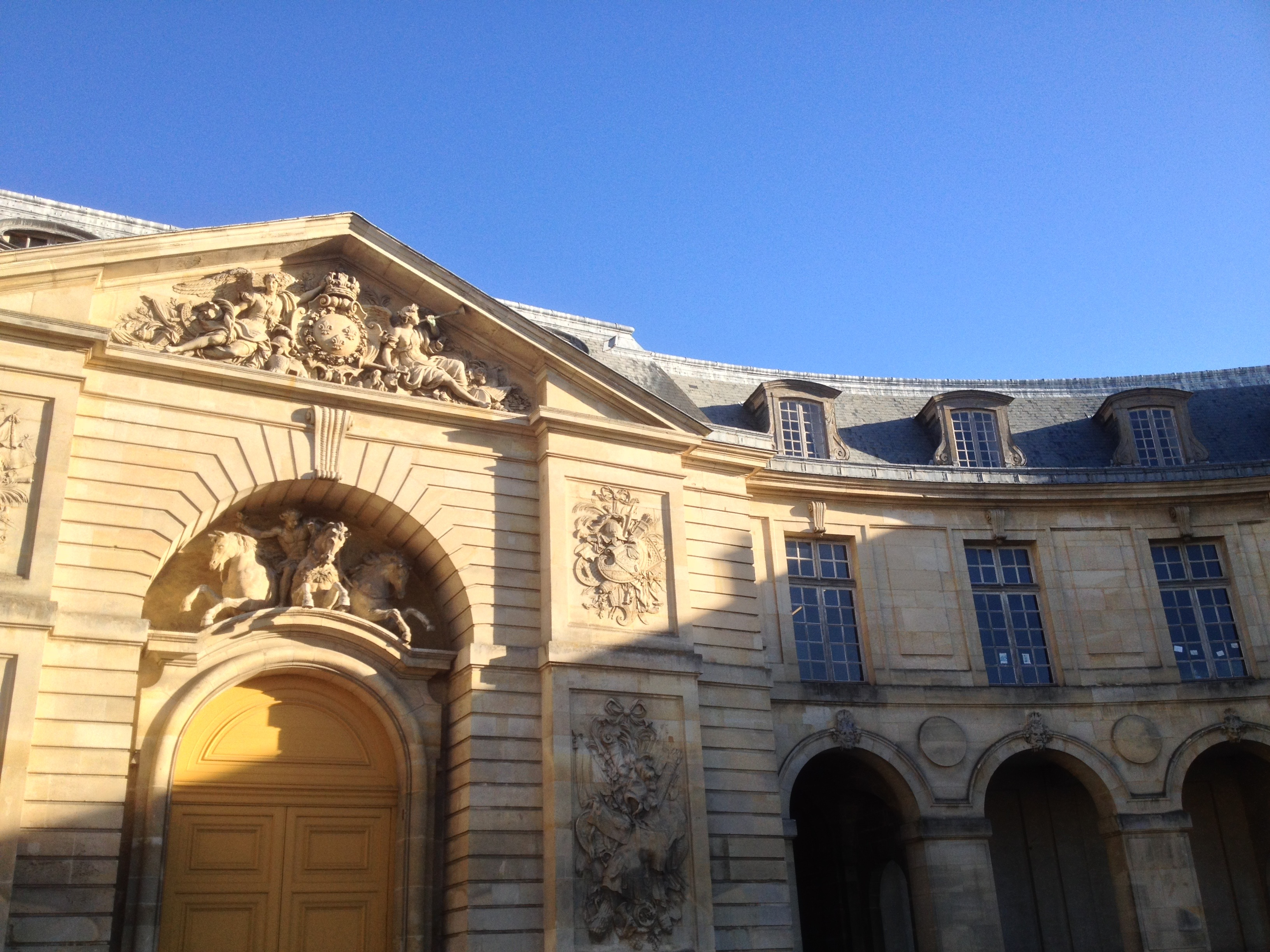
La Petite Écurie, premier emplacement de l'école.

L’École nationale supérieure d’architecture de Versailles a pour objectif pédagogique de favoriser une pratique intense du projet architectural tout en développant les questions de l’architecture dans les domaines de l’édifice, de la ville et du territoire. Elle est à la fois un lieu de réflexion, de production et de création, offrant une pluralité d’approches disciplinaires ainsi qu’une diversité des échelles de manipulation et de modélisation.
La formation en architecture se caractérise par l’enseignement de la théorie et de la pratique du projet architectural et urbain auquel sont associés quatre champs disciplinaires : l’histoire, les sciences humaines et sociales, les sciences et techniques pour l’architecture, la culture artistique.
L'école accorde beaucoup d'importance à l'égalité homme-femme. Jeanne Gang, Valérie Mancret-Taylor ou Anne Démians sont des exemples de femmes architectes reconnues formées à l'ensav,.
En Master, elle multiplie les parcours croisés avec d'autres Grandes Écoles ou Universités comme les double master "Architecte-Manager" avec l'ESSEC, "Jardin historiques, patrimoine et paysage" avec CY Cergy Paris Université, "Ecological Urbanism" avec l'Université de Tongji.

## Histoire
L'Unité pédagogique d'architecture no 3 remplaçant les Beaux-Arts de Paris pour la formation des architectes fut fondée en 1969 dans les petites écuries du château de Versailles avec une approche radicale découlant des changements suivant les événements de mai 1968. Parmi les enseignants, Eugène Beaudouin et Louis Arretche y déplacent leurs ateliers. On peut aussi citer Henri Gaudin, Jean-Charles Depaule ou René Duvillier comme autres enseignants intégrant l'école dès sa fondation. Dès ses débuts, l'école a développé un fort ancrage américain avec l’Université de l'Illinois à Urbana-Champaign, très liée à l’école de Chicago.
« L’une des plus belles réserves de sculptures du château de Versailles et du musée du Louvre se trouve au cœur [de l’école d’architecture]. Sous les voûtes de la fin du XVIIe siècle, des copies de statues antiques grecques et romaines côtoient notamment des sculptures originales provenant des jardins du château de Versailles ».
Depuis 1970, les petites écuries accueillent la gypsothèque du département des Antiquités grecques, étrusques et romaines du musée du Louvre servant de modèle pour les étudiants architectes. Plus de 5 000 chefs-d’œuvre y sont présentés, somme de trois fonds importants: la collection de moulages du Louvre, celle de l'École des beaux-arts et celle de l'Institut d'art et d'archéologie de la Sorbonne.
« Cette collection de moulages d’après l’Antique se distingue par la présence de tirages anciens des XVIIe et XVIIIe siècles et par un riche fonds d’architecture grecque et romaine. On peut signaler parmi les fleurons de ces copies, l’angle du Parthénon de l’Acropole d’Athènes, l’un des Dioscures du Quirinal à Rome, l’Hercule Farnèse, ou la base de la colonne de Trajan. Les originaux en marbre provenant du Jardin de Versailles. Parmi ceux-ci, Apollon servi par les nymphes et les deux groupes des Chevaux du Soleil forment l’ensemble du bosquet des Bains d’Apollon, assurément le chef-d’œuvre absolu de la sculpture française du Grand Siècle. »

## Direction
En 2025, Nicolas Dorval-Bory devient directeur de l'école par décret du Président de la République Française.

## Recherche et Théorie
Le Léav est le laboratoire de l’ensav créé en 2009.Il est membre fondateur du laboratoire d’excellence PATRIMA.[réf. nécessaire] Ce dernier est membre de l'école doctorale SHS (Université de Paris-Saclay).
Deux autres centres de recherche en architecture et en urbanisme sont présents dans l'école: le LADRHAUS et le GRAI. Deux publications, la revue EAV (Enseignement Architecture Ville) existe depuis 1995 et la revue fabricA sont publiées par le laboratoire. L'ÉNSA Versailles accueille aussi dans ses locaux "Ville Recherche Diffusion", une structure de diffusion de travaux de recherche sur la ville.
Elle organise des conférences publiques de chercheurs et de théoriciens : Jean-Pierre Chupin, William J.R. Curtis, Antoine Grumbach...
- Membres du conseil d'administration : Jean Castex, David Mangin, Frédéric Borel, Gilles Clément, Jorge Orta, Antoine Picon, Paola Vigano, Jean-Philippe Vassal.

## International
L'École Nationale Supérieure d’Architecture de Versailles développe une politique d'ouverture à l'international et propose à ses étudiants des échanges à l'étranger avec des partenariats dans plusieurs établissements : accueil d'étudiants étrangers, envoi d'étudiants français pour des séjours d'études, ou des stages. Elle a pour cela établit des accords avec 36 établissements étrangers.
Elle organise également chaque année une série d'ateliers internationaux (Dakar, Rome, Isaphan, Rio, Delft, Shanghai, Kyoto, Casablanca...).
Le voyage d'études et l'exposition menés par Tetsuo Harada, professeur à l'école, et organisés conjointement à la Fondation du Japon en 1992 restent dans les mémoires. La participation de Tadao Ando, Toyo Ito, Tamiji Kitagawara, Kumé, Ikehara, Kenzo Tange permis la réalisation d'une exposition itinérante à leur retour qui parcourut la France.
En 2010, l'école fêtait le 40e anniversaire de ses relations historiques avec l'University of Illinois, Urbana-Champaign School of Architecture.
En 2016, elle réalise en collaboration avec l'École Polytechnique fédérale de Lausanne (EPFL) le projet international d'expérimentation "House 1/12 cities" regroupant plus de 200 personnes. Le but fut la construction d'une structure itinérante en bois échelle 1. D'abord montée sur le campus de Lausanne, elle fut ensuite réadaptée et reconstruite à l'École Nationale Supérieure d’Architecture de Versailles.
En 2019, l'École est partenaire de l'Architectural Association School of Architecture et accueille une de ses universités d'été : la AA Visiting School "Architecture et Écriture".
L'ENSAV propose un double master intitulé "Ecological Urbanism" avec l'Université de Tongji en Chine.

## Infrastructures de l'école
- Si vous ne connaissez pas le sujet, laissez ce bandeau (vous pouvez alors contacter les auteurs).
- Si vous supprimez le contenu mis en cause (vous pouvez préalablement contacter les auteurs),

argumentez précisément cette suppression dans la page de discussion
(un manque de référence n'est pas un argument ; une recherche réelle de référence doit avoir été effectuée, être formellement documentée).
- 2 laboratoires de recherche appliquée
- 1 centre de documentation / médiathèque
- 1 atelier maquette
- 1 atelier de moulages
- 1 laboratoire de développement photo
- 1 studio photo
- 3 salles multimédia
- 1 pôle informatique
- 1 amphithéâtre de 181 places
- 1 auditorium de 250 places
- 1 coopérative étudiante
- 2 points de restauration
- 1 café d'hiver et un café d'été dessiné par les architectes italiens Piovene Fabi.
- 3 ateliers en libre service
- 2 espaces d’exposition (La Rotonde, La Forge)
- 1 petite école pour les enfants dessinée par les architectes américains MOS.
- 1 Grande nef (lieu d’accueil d'ateliers, d’expositions, d’expérimentations pédagogiques).
- 1 centre d’art contemporain : La Maréchalerie.

## Événements internationaux
L'école accueille et met en place de nombreux événements à rayonnement international liés à l'architecture :
- Conférences d'architectes, artistes, designers, philosophes de renom tels que Jean Nouvel[17], Kengo Kuma, Gian Piero Frassinelli, Christian de Portzamparc, Marc Barani, Dominique Perrault[17], Odile Decq, Nicolas Sarkozy[18], Rudy Riciotti, Frederic Borel (parrain de la Promotion 2016), Abraham Poincheval, Mathieu Lehanneur, Paul Andreu, David Van Severen[19](professeur à l'école et parrain avec Kersten Geers de la promotion 2019), Jakob + Macfarlane, Felice Varini, Antoine Grumbach, Roland Castro, Winy Maas[17], Yves Lion, Clément Blanchet (ancien élève), Frank Riester[18], David Basulto (fondateur d'Archdaily), Chaix et Morel, Dominique Gonzalez-Foerster, X-TU architecte, Régis Roudil (professeur invité) Laurent Grasso, Patrick Bouchain, Jean Rodet (ancien élève), Daniko Yotsuba, José Pondouchèz, Duncan Lewis, Yann Kersalé, Klaus Pinter, Nicolas Dorval-Bory (professeur à l'école), Richard Copans, Philippe Chiambaretta, Jean-Paul Jungmann, Bertrand Lamarche, Thomas Raynaud (professeur à l'école), Mark Alizart, Kasper T.Toeplitz, Bruno Latour, Jean Castex, NP2F, Pascal Gontier (ancien élève), Sébastien Martinez Barat (professeur à l'école), Michel Desvigne[17], Tanja Herdt, Encore Heureux, Fala Atelier, Matthias Armengaud[20](AWP, ancien élève et professeur à l'école), Éric Lapierre[21], Dogma, Office KGDVS...
- Ce fut le cas en 2017 avec le DSM17. Ce Design Modelling Symposium constitué de cours, de conférences, d'expérimentations et d'expositions avait pour thème « Humanizing digital reality ». On peut citer parmi les intervenants Antoine Picon, Carlo Ratti, Arthur Mamou-Mani, Philippe Rahm (professeur à l'ÉNSA Versailles)[22]."Vertèbre 37" par José Pondouchèz dans la cour sud de l'école

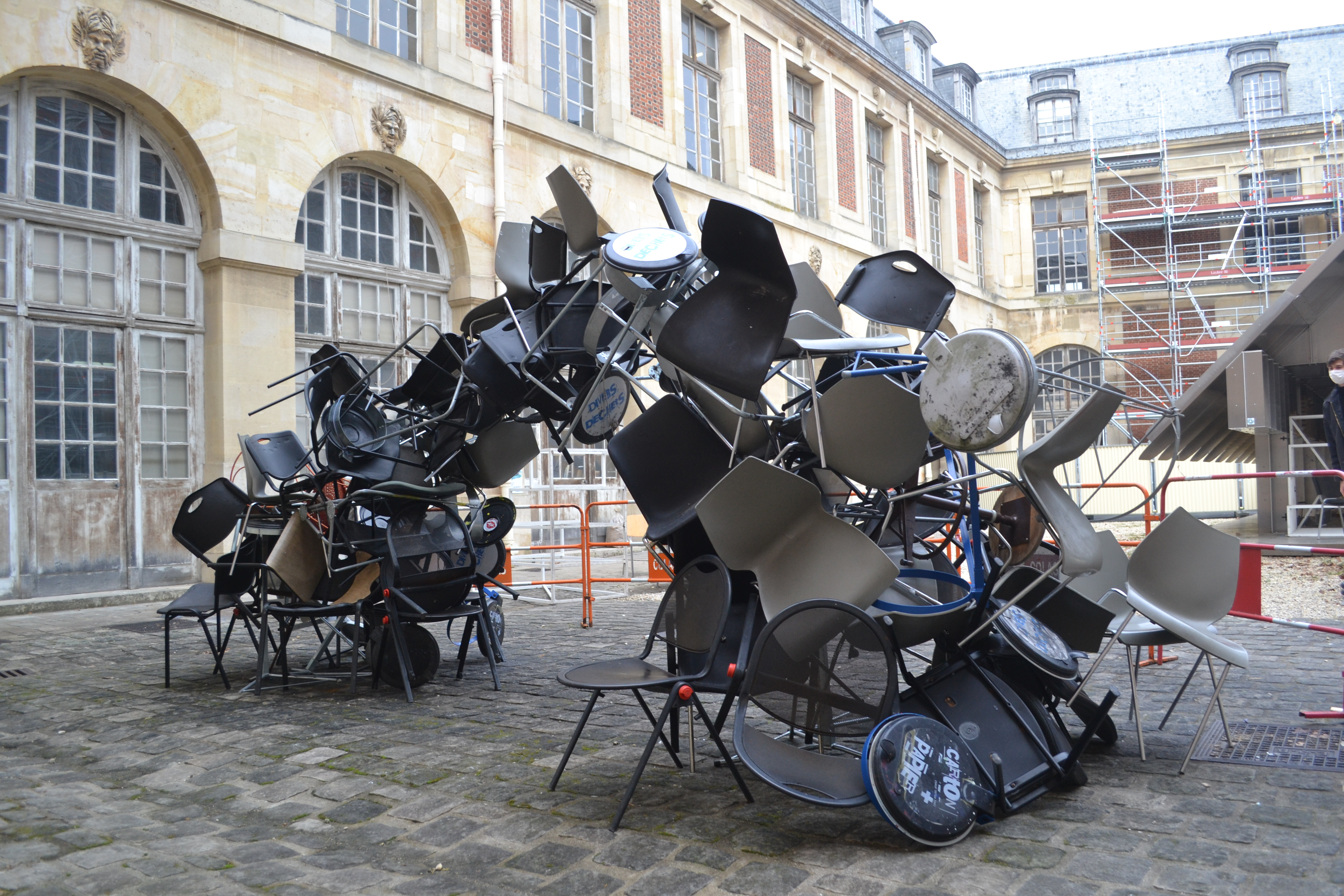
"Vertèbre 37" par José Pondouchèz dans la cour sud de l'école

- Chaque année un artiste de renommée internationale est invité à l'École nationale Supérieure d'Architecture de Versailles pour guider un atelier de plusieurs semaines. Ce fut le cas de Hans Walter Muller, Tadashi Kawamata, Tetsuo Harada (professeur à l'école) les frères Campana, Miquel Barcelo, Lucy et Jorge Orta (Lucy Orta), Marco Casagrande ou Tomas Saraceno
- Bap ! La 1re biennale d'architecture et de paysage d'Île-de-France[17] en 2019.
- La Architectural Association Paris Visiting Summer School en 2019 dont l'école est partenaire[23].

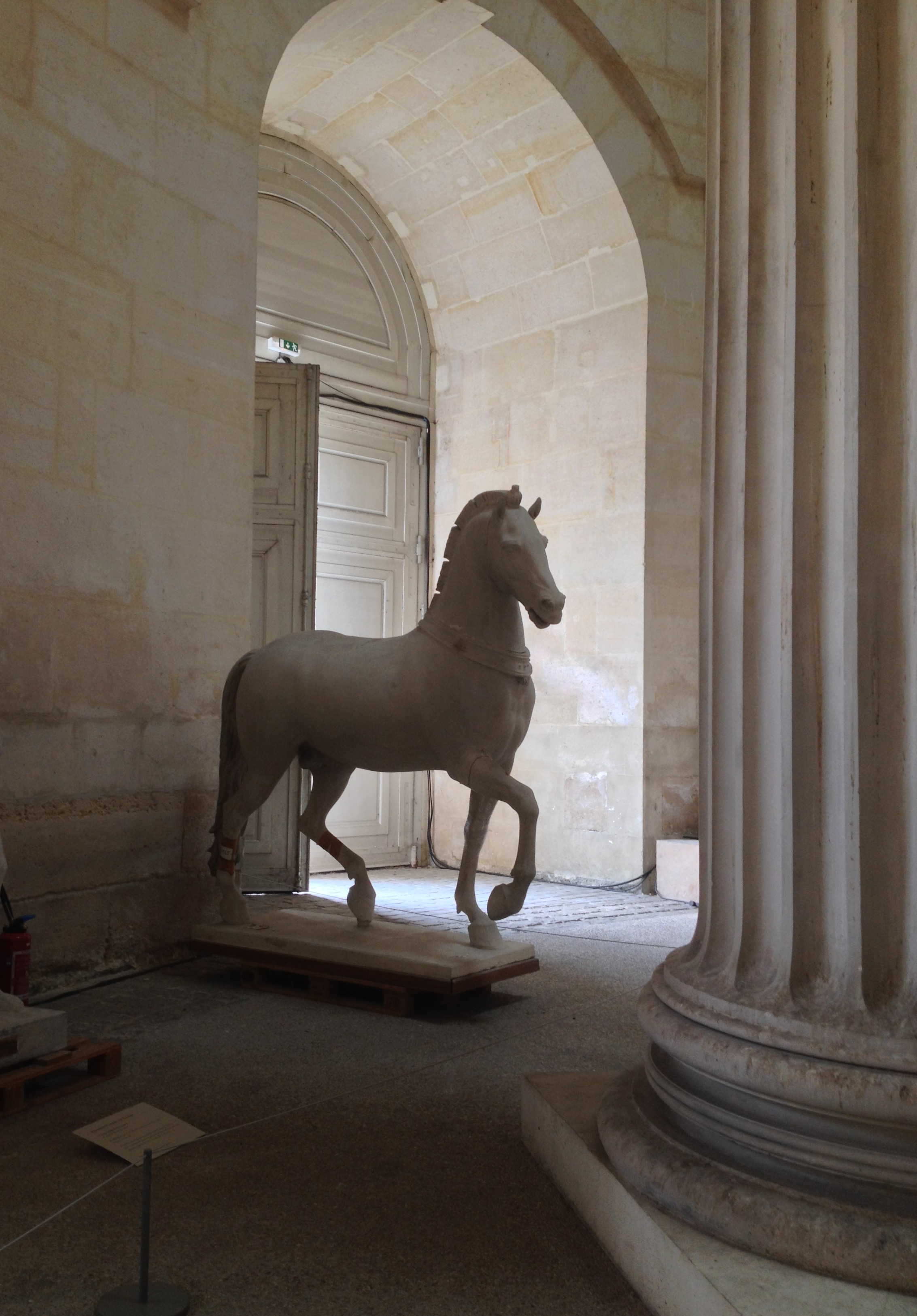
Galerie des Sculptures et des Moulages à la Petite Écurie à Versailles.

## Publications
L'école publie des travaux de recherche et des livres en lien avec les thématiques architecturales via son service d'édition. Elle publie et distribue aussi annuellement :
- Yearbook : Chaque année, l'ÉNSA Versailles publie et distribue son annuel étudiant "Yearbook" présentant les travaux de l'année, des écrits de professeurs, des interviews de personnalités liées à l'architecture. Son élaboration s'inscrit dans le cadre du mémoire de master "Processus expérimentaux, arts et médias".
- EAV revue : Revue publiée depuis 1995, elle présente les points de vue, articles, écrits et recherches d'acteurs de l'école au niveau international et d'intervenants extérieurs. Elle est aussi une source de réédition de références architecturales devenues introuvables ailleurs.
- L'ÉNSA Versailles a soutenu la création de la revue PLI dirigée par Christopher Dessus, ancien élève de l'école.
- Dans le cadre de la seconde biennale d'architecture et de paysage d'Île-de-France (BAP!2) ayant eu lien à l'ÉNSA Versailles en 2022, les éditions POLYGONE ont réalisé le catalogue d'exposition Visible Invisible, événement dont Guillaume Ramillien et Nicolas Dorval-Bory furent les commissaires.